# Кампинья-де-Херес
Кампи́нья-де-Хере́с (исп. Campiña de Jerez) — район (комарка) в Испании, входит в провинцию Кадис в составе автономного сообщества Андалусия.

## Муниципалитеты

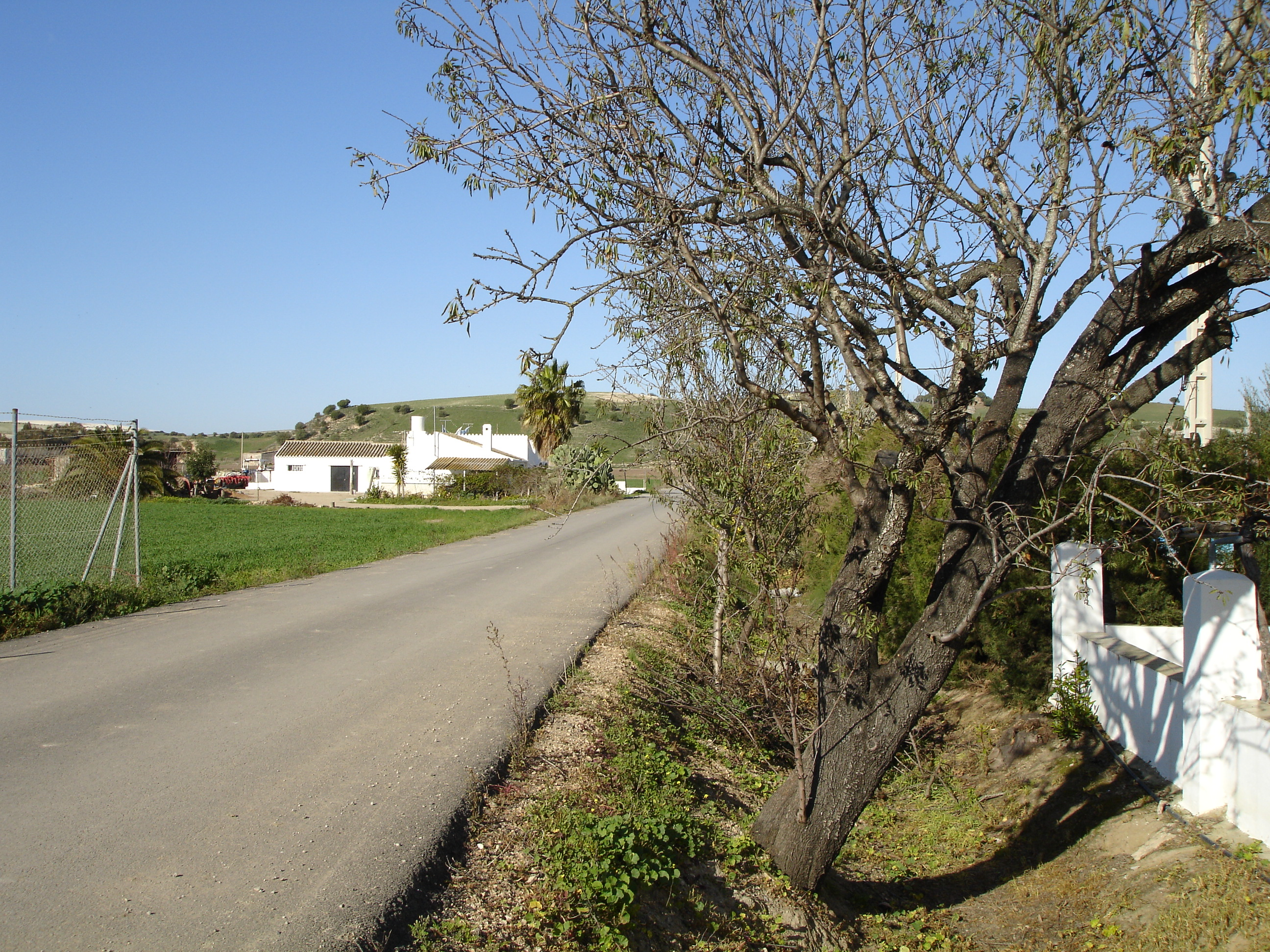
La Greduela, Jerez

| Муниципалитет        | Население | Площадь, км² | Плотность населения, чел./км² |
| -------------------- | --------- | ------------ | ----------------------------- |
| Херес-де-ла-Фронтера | 199 544   | 1 186        | 168,25                        |
| Сан-Хосе-дель-Валье  | 4 244     | 226          | 18,78                         |